# Biotyna
Biotyna (gr. bios – życie), witamina H, witamina B7 – heterocykliczny organiczny związek chemiczny z grupy witamin B. Zawiera układ skondensowanych pierścieni – imidazolidynowego oraz tiolanowego z łańcuchem alkilowym zakończonym grupą karboksylową. Występuje w organizmach zwierzęcych (głównie w wątrobie i żółtku), roślinnych, a także w drożdżach. Stanowi koenzym kilku różnych enzymów. Jest niezbędnym składnikiem m.in. karboksylaz biotynozależnych, które uczestniczą w przenoszeniu grupy karboksylowej (–COO−) z anionu wodorowęglanu na różne związki organiczne, zależnie od rodzaju karboksylazy.
Antywitaminami biotyny są: destiobiotyna, dehydrobiotyna, homobiotyna i norbiotyna.
Rośliny i niektóre mikroorganizmy mają zdolność biosyntezy biotyny z kwasu pimelinowego (HOOC(CH2)5COOH) w kilku etapach przy udziale następujących enzymów:
- CoA-ligaza 6-karboksyheksanianu,
- syntaza 8-amino-7-ketopelargonianu,
- aminotransferaza 8-amino-7-ketopelargonianowa,
- syntaza detiobiotyny,
- syntaza biotyny.

## Rola w organizmie
Karboksylazy są enzymami niezbędnymi w wielu ważnych reakcjach biochemicznych, np. w procesie tworzenia glukozy (glukoneogeneza), syntezy kwasów tłuszczowych, czy cyklu kwasu cytrynowego. Biotyna wspomaga również funkcję tarczycy, przemianę dwutlenku węgla, wpływa na właściwe funkcjonowanie skóry oraz włosów, uczestniczy z witaminą K w syntezie protrombiny (jednego z białek uczestniczących w krzepnięciu krwi).

### Mechanizm biochemiczny działania biotyny jako koenzymu
Biotyna, będąca koenzymem karboksylaz, uczestniczy w przenoszeniu grupy karboksylowej na różne związki organiczne, czyli w karboksylacji tych związków. Wodorowęglan, będący źródłem reszty kwasowej, wchodzi najpierw w reakcję z ATP. Powstaje mieszany bezwodnik węglanowo-fosforanowy. Reszta węglanowa jest następnie przenoszona na biotynę – łączy się z atomem azotu w pierścieniu heterocyklicznym. Następnie grupa karboksylowa jest przenoszona na docelową cząsteczkę. Łańcuch boczny obecny w cząsteczce biotyny nadaje jej elastyczność (biotyna jest czasem nazywana „elastycznym ramieniem” karboksylazy) i umożliwia przeniesienie związanej grupy karboksylowej na pewną odległość, z miejsca reakcji z aktywowanym węglanem do miejsca zasadniczej karboksylacji cząsteczki docelowej.

## Skutki niedoboru
Objawami niedoboru biotyny są zmiany skórne – wysypki, stany zapalne (głównie jelit), a także wypadanie włosów i podwyższony poziom cholesterolu. Ze względu na to, że biotyna może być syntetyzowana przez mikrobiom jelitowy, do jej niedoboru dochodzi bardzo rzadko, zwykle pod wpływem innych czynników niż niedobór pokarmowy (np. antybiotykoterapii szerokospektralnej).